# Orfelia basalis
Orfelia basalis är en tvåvingeart som först beskrevs av Johannes Winnertz 1863.  Orfelia basalis ingår i släktet Orfelia och familjen platthornsmyggor. Inga underarter finns listade i Catalogue of Life.